# Adlergrund
Adlergrund este o arie protejată (sit de importanță comunitară — SCI) din Germania întinsă pe o suprafață de 23.397 ha, integral marine.

## Localizare
Centrul sitului Adlergrund este situat la coordonatele 54°44′42″N 14°15′54″E / 54.745°N 14.265°E.

## Înființare
Situl Adlergrund a fost declarat sit de importanță comunitară în mai 2004 pentru a proteja 8 specii de animale.

## Biodiversitate
Situată în ecoregiunea continentală, aria protejată conține 2 habitate naturale: Bancuri de nisip acoperite în permanență slab de apă marină, Recifuri.
La baza desemnării sitului se află mai multe specii protejate:
- păsări (6): Cepphus grylle, Clangula hyemalis, Gavia arctica arctica, cufundar mic (Gavia stellata), pescăruș mic (Larus minutus), Melanitta fusca fusca
- mamifere (2): Halichoerus grypus, marsuin (Phocoena phocoena)

Pe lângă speciile protejate, pe teritoriul sitului au mai fost identificate 4 specii de plante, 18 specii de nevertebrate.